# Bajo el sol de Roma
Bajo el sol de Roma (en italiano, Sotto il sole di Roma) es una película dramática italiana de 1948 dirigida por Renato Castellani. Considerada unas de las películas más características del neorrealismo italiano, constituye la primera parte de la trilogia della povera gente, a la que seguiría È primavera... 1950 y Dos centavos de esperanza (Due soldi di speranza) de 1952. 
Este film es el debut en el cine de Franco Brusati, en el papel del segundo asistente de dirección. En este film Alberto Sordi interpreta un atípico papel dramático y siniestro.

## Sinopsis
Roma, período de guerra. Ciro, de diecisiete años, hijo de un guardia nocturno, que reside en la basílica di San Giovanni, pasa sus días descansando con amigos en el vecindario, con baños frecuentes en la marrana, un riachuelo característico del campo urbano. En el Coliseo vive Geppa, llamado así por su divertido cabello que recuerda al de Mastro Geppetto, un niño pobre que se gana la vida recolectando y revendiendo colillas de cigarrillos. Iris, de la misma edad y frente a Ciro, siempre ha estado enamorada de él pero rechazada. Con la llegada de las tropas de ocupación nazis después del 8 de septiembre, Ciro se ve obligado a esconderse en la casa de Iris, para evitar el reclutamiento forzado y la deportación. Un día Geppa y Bruno llegan y le proponen entrar en el comercio del "Bolsa negra", parafraseando a la famosa marcetta fascista. Ciro, Bruno y Geppa deambulan por el Bajo Lacio, haciéndose pasar por desertores ingleses (Geppa para indio) con el fin de obtener comida de los lugareños, que son cautelosos de dársela a los romanos que huyen, hasta que son desenmascarados por el feo Fernando, un ex empleado de una zapatería, ahora en la bolsa negra. 

## Reparto
- Alberto Sordi: Fernando
- Luigi Valentini: Romoletto
- Oscar Blando: Ciro Bissolati
- Liliana Mancini: Iris
- Francesco Golisano: Geppa
- Ennio Fabeni: Bruno
- Alfredo Locatelli: Nerone
- Gaetano Chiurazzi: Bellicapelli
- Anselmo Di Biagio: Dottorino
- Ferruccio Tozzi: padre di Ciro
- Maria Tozzi: madre di Ciro
- Giuseppina Fava: portiera
- Raffaele Caporilli: 'Mbriachella
- Ilario Malaschini: Pirata
- Omero Paoloni: Coccolone
- Gisella Monaldi: Tosca
- Glauco Panaccione: Panaccioni
- Angelo Giacometti: cameriere
- Lorenzo di Marco: contadino
- Luisa Rossi: Marta
- Gina Mascetti: Gina

## Premios y distinciones
Festival Internacional de Cine de Venecia
| Año  | Categoría           | Galardonado       | Resultado |
| ---- | ------------------- | ----------------- | --------- |
| 1948 | Mejor film italiano | Renato Castellani | Ganador   |
| 1948 | Copa ANICA          | Renato Castellani | Ganador   |